# Mistrzostwa Świata w Lekkoatletyce 1983 – bieg na 400 m kobiet

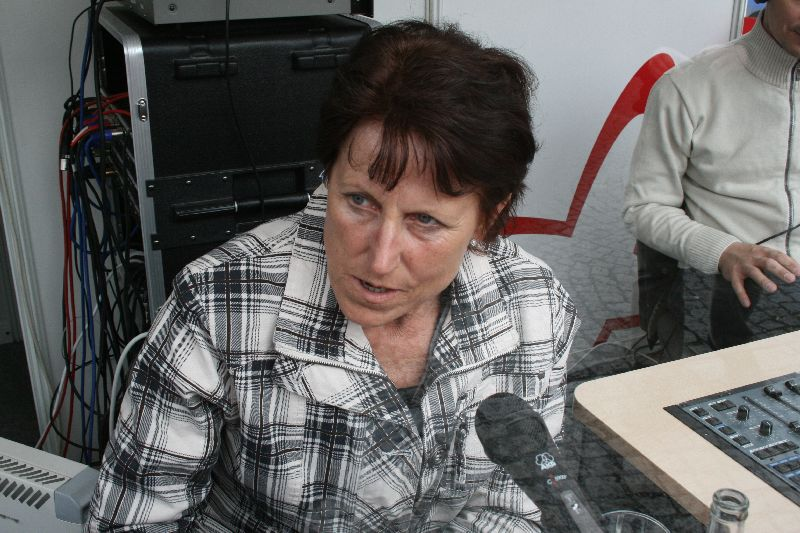
Mistrzyni świata Jarmila Kratochvílová

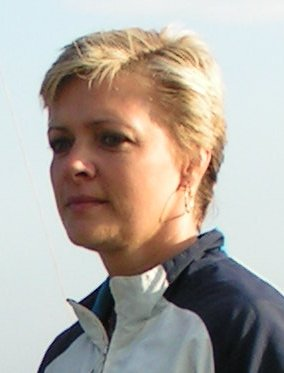
Wicemistrzyni świata Taťána Kocembová

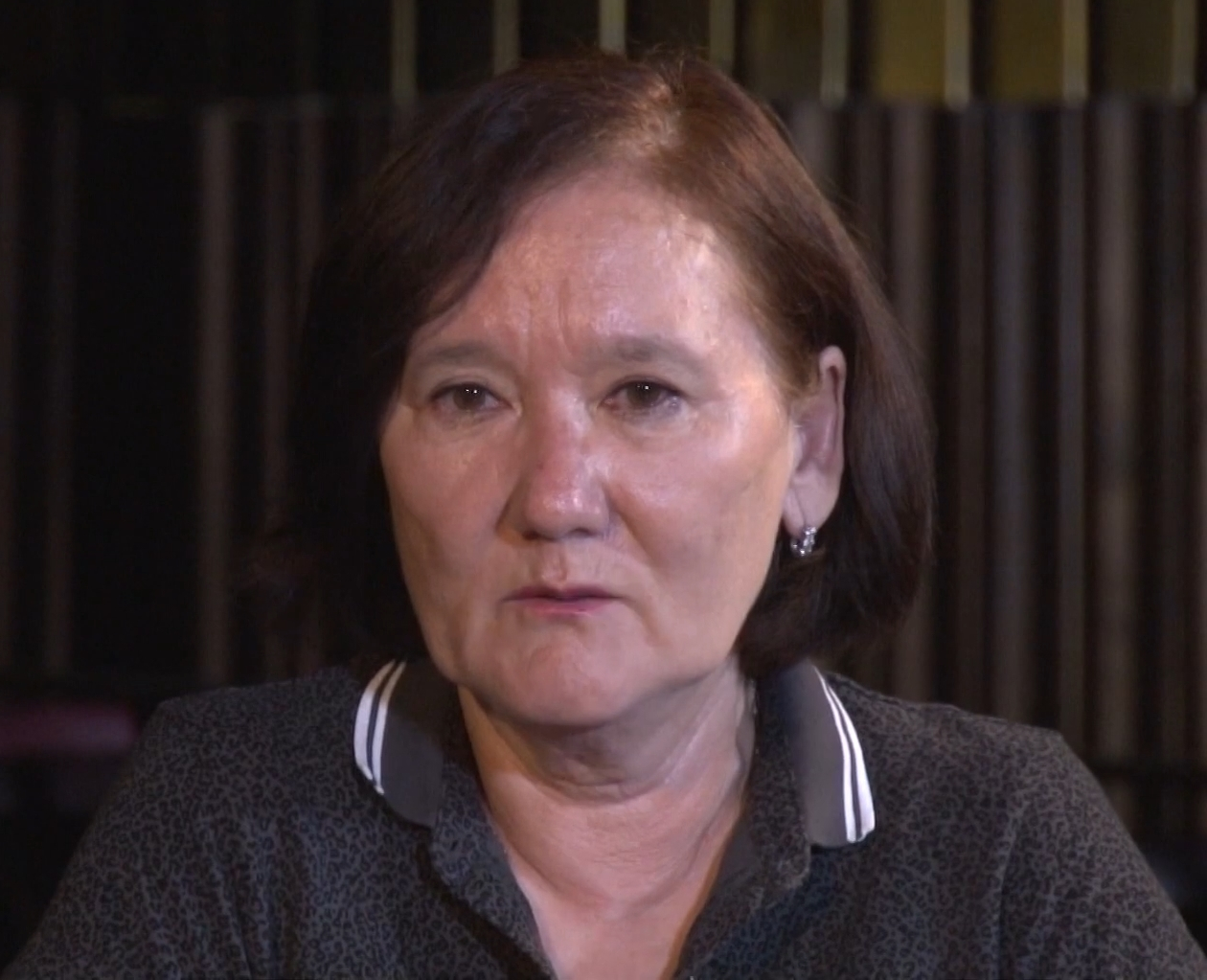
Brązowa medalistka Marija Pinigina

Bieg na 400 metrów kobiet – jedna z konkurencji biegowych rozgrywanych podczas lekkoatletycznych mistrzostw świata w 1983 na Stadionie Olimpijskim w Helsinkach. Zwyciężczyni Jarmila Kratochvílová ustanowiła w finale rekord świata czaem 47,99.

## Terminarz
| Data        |              |
| ----------- | ------------ |
| 7 sierpnia  | Eliminacje   |
| 8 sierpnia  | Ćwierćfinały |
| 9 sierpnia  | Półfinały    |
| 10 sierpnia | Finał        |

## Rekordy
|               | Zawodniczka | Wynik | Miejsce | Data                 |
| ------------- | ----------- | ----- | ------- | -------------------- |
| Rekord świata | Marita Koch | 48,16 | Ateny   | 8 września 1982(dts) |

## Wyniki

### Eliminacje
Rozegrano 5 biegów eliminacyjnych. Z każdego biegu pięć najlepszych zawodniczek automatycznie awansowało do ćwierćfinałów (Q). Skład ćwierćfinalistek uzupełniło siedem najszybszych sprinterek spoza pierwszej piątki ze wszystkich biegów eliminacyjnych (q).

### Bieg 1
| Poz. | Imię i nazwisko       | Narodowość        | Wynik   | Uwagi |
| ---- | --------------------- | ----------------- | ------- | ----- |
| 1    | Jarmila Kratochvílová | Czechosłowacja    | 52,42   | Q     |
| 2    | Molly Killingbeck     | Kanada            | 52,62   | Q     |
| 3    | Roberta Belle         | Stany Zjednoczone | 53,01   | Q     |
| 4    | Michelle Scutt        | Wielka Brytania   | 53,30   | Q     |
| 5    | Erica Rossi           | Włochy            | 53,51   | Q     |
| 6    | Hala El-Moughrabi     | Syria             | 59,58   | q     |
| 7    | Marjorie Gentle       | Belize            | 1:04,00 |       |

### Bieg 2
| Poz. | Imię i nazwisko  | Narodowość          | Wynik   | Uwagi |
| ---- | ---------------- | ------------------- | ------- | ----- |
| 1    | Rosica Stamenowa | Bułgaria            | 53,81   | Q     |
| 2    | Gaby Bußmann     | RFN                 | 53,93   | Q     |
| 3    | June Griffith    | Gujana              | 54,02   | Q     |
| 4    | Eucaris Caicedo  | Kolumbia            | 55,09   | Q     |
| 5    | Judit Forgács    | Węgry               | 55,15   | Q     |
| 6    | Leticia Athanas  | Tanzania            | 56,54   | q     |
| 7    | Sandra Liburd    | Saint Kitts i Nevis | 1:02,46 | q     |

### Bieg 3
| Poz. | Imię i nazwisko   | Narodowość        | Wynik | Uwagi |
| ---- | ----------------- | ----------------- | ----- | ----- |
| 1    | Taťána Kocembová  | Czechosłowacja    | 52,74 | Q     |
| 2    | Denean Howard     | Stany Zjednoczone | 52,78 | Q     |
| 3    | Katia Iliewa      | Bułgaria          | 53,21 | Q     |
| 4    | Cathy Rattray     | Jamajka           | 53,40 | Q     |
| 5    | Elanga Buala      | Papua-Nowa Gwinea | 57,37 | Q     |
| 6    | Fatalmoudou Touré | Mali              | 59,37 | q     |
| –    | Florence Gaza     | Wyspy Salomona    | DNS   |       |

### Bieg 4
| Poz. | Imię i nazwisko   | Narodowość                           | Wynik   | Uwagi |
| ---- | ----------------- | ------------------------------------ | ------- | ----- |
| 1    | Marija Pinigina   | ZSRR                                 | 52,49   | Q     |
| 2    | Charmaine Crooks  | Kanada                               | 53,83   | Q     |
| 3    | Dagmar Rübsam     | NRD                                  | 54,47   | Q     |
| 4    | Denise Boyd       | Australia                            | 54,70   | Q     |
| 5    | Iyiechia Petrus   | Wyspy Dziewicze Stanów Zjednoczonych | 55,87   | Q     |
| 6    | Margarita Grun    | Urugwaj                              | 56,84   | q     |
| 7    | Cornelia Baptiste | Saint Lucia                          | 1:00,79 | q     |

### Bieg 5
| Poz. | Imię i nazwisko | Narodowość        | Wynik | Uwagi |
| ---- | --------------- | ----------------- | ----- | ----- |
| 1    | Sabine Busch    | NRD               | 53,16 | Q     |
| 2    | Irina Baskakowa | ZSRR              | 53,45 | Q     |
| 3    | Rosalyn Bryant  | Stany Zjednoczone | 53,64 | Q     |
| 4    | Marita Payne    | Kanada            | 53,96 | Q     |
| 5    | Irina Ambulo    | Panama            | 56,08 | Q     |
| 6    | Patricia Meigha | Gwatemala         | 58,07 | q     |
| –    | Rose Tata-Muya  | Kenia             | DNS   |       |

### Ćwierćfinały
Rozegrano 4 biegi ćwierćfinałowe. Z każdego biegu 4 najlepsze zawodniczki awansowały do półfinałów (Q).

### Bieg 1
| Poz. | Imię i nazwisko   | Narodowość        | Wynik | Uwagi |
| ---- | ----------------- | ----------------- | ----- | ----- |
| 1    | Marija Pinigina   | ZSRR              | 51,05 | Q     |
| 2    | Rosalyn Bryant    | Stany Zjednoczone | 51,44 | Q     |
| 3    | Sabine Busch      | NRD               | 51,46 | Q     |
| 4    | Charmaine Crooks  | Kanada            | 51,57 | Q     |
| 5    | Denise Boyd       | Australia         | 52,03 |       |
| 6    | Cathy Rattray     | Jamajka           | 53,78 |       |
| –    | Cornelia Baptiste | Saint Lucia       | DNS   |       |
| –    | Margarita Grun    | Urugwaj           | DNS   |       |

### Bieg 2
| Poz. | Imię i nazwisko   | Narodowość                           | Wynik | Uwagi |
| ---- | ----------------- | ------------------------------------ | ----- | ----- |
| 1    | Irina Baskakowa   | ZSRR                                 | 51,07 | Q     |
| 2    | Gaby Bußmann      | RFN                                  | 51,15 | Q     |
| 3    | Dagmar Rübsam     | NRD                                  | 51,62 | Q     |
| 4    | Molly Killingbeck | Kanada                               | 52,25 | Q     |
| 5    | Roberta Belle     | Stany Zjednoczone                    | 53,43 |       |
| 6    | Elanga Buala      | Papua-Nowa Gwinea                    | 56,96 |       |
| 7    | Iyiechia Petrus   | Wyspy Dziewicze Stanów Zjednoczonych | 57,24 |       |
| –    | Hala El-Moughrabi | Syria                                | DNS   |       |

### Bieg 3
| Poz. | Imię i nazwisko       | Narodowość          | Wynik | Uwagi |
| ---- | --------------------- | ------------------- | ----- | ----- |
| 1    | Marita Payne          | Kanada              | 52,23 | Q     |
| 2    | Katia Iliewa          | Bułgaria            | 52,37 | Q     |
| 3    | Jarmila Kratochvílová | Czechosłowacja      | 52,40 | Q     |
| 4    | Michelle Scutt        | Wielka Brytania     | 52,70 | Q     |
| 5    | June Griffith         | Gujana              | 53,47 |       |
| 6    | Leticia Athanas       | Tanzania            | 56,92 |       |
| 7    | Irina Ambulo          | Panama              | 58,33 |       |
| –    | Sandra Liburd         | Saint Kitts i Nevis | DNS   |       |

### Bieg 4
| Poz. | Imię i nazwisko   | Narodowość        | Wynik | Uwagi |
| ---- | ----------------- | ----------------- | ----- | ----- |
| 1    | Taťána Kocembová  | Czechosłowacja    | 51,88 | Q     |
| 2    | Judit Forgács     | Węgry             | 52,18 | Q     |
| 3    | Rosica Stamenowa  | Bułgaria          | 52,22 | Q     |
| 4    | Denean Howard     | Stany Zjednoczone | 52,34 | Q     |
| 5    | Erica Rossi       | Włochy            | 53,88 |       |
| 6    | Patricia Meigha   | Gwatemala         | 59,85 |       |
| –    | Eucaris Caicedo   | Kolumbia          | DNS   |       |
| –    | Fatalmoudou Touré | Mali              | DNS   |       |

### Półfinały
Rozegrano 2 biegi półfinałowe. Z każdego biegu 4 najlepsze zawodniczki awansowały do finału (Q).

### Bieg 1
| Poz. | Imię i nazwisko       | Narodowość        | Wynik | Uwagi |
| ---- | --------------------- | ----------------- | ----- | ----- |
| 1    | Jarmila Kratochvílová | Czechosłowacja    | 51,08 | Q     |
| 2    | Gaby Bußmann          | RFN               | 51,22 | Q     |
| 3    | Irina Baskakowa       | ZSRR              | 51,26 | Q     |
| 4    | Dagmar Rübsam         | NRD               | 51,52 | Q     |
| 5    | Charmaine Crooks      | Kanada            | 51,96 |       |
| 6    | Denean Howard         | Stany Zjednoczone | 52,06 |       |
| 7    | Judit Forgács         | Węgry             | 52,74 |       |
| 8    | Rosica Stamenowa      | Bułgaria          | 53,09 |       |

### Bieg 2
| Poz. | Imię i nazwisko   | Narodowość        | Wynik | Uwagi |
| ---- | ----------------- | ----------------- | ----- | ----- |
| 1    | Marija Pinigina   | ZSRR              | 50,07 | Q     |
| 2    | Taťána Kocembová  | Czechosłowacja    | 50,45 | Q     |
| 3    | Marita Payne      | Kanada            | 50,78 | Q     |
| 4    | Rosalyn Bryant    | Stany Zjednoczone | 51,04 | Q     |
| 5    | Sabine Busch      | NRD               | 51,09 |       |
| 6    | Michelle Scutt    | Wielka Brytania   | 51,88 |       |
| 7    | Molly Killingbeck | Kanada            | 51,97 |       |
| 8    | Katia Iliewa      | Bułgaria          | 52,34 |       |

### Finał
| Poz. | Imię i nazwisko       | Narodowość        | Wynik | Uwagi |
| ---- | --------------------- | ----------------- | ----- | ----- |
| 1    | Jarmila Kratochvílová | Czechosłowacja    | 47,99 | [ 1 ] |
| 2    | Taťána Kocembová      | Czechosłowacja    | 48,59 | PB    |
| 3    | Marija Pinigina       | ZSRR              | 49,19 | [ 2 ] |
| 4    | Gaby Bußmann          | RFN               | 49,75 | [ 3 ] |
| 5    | Marita Payne          | Kanada            | 50,06 | [ 4 ] |
| 6    | Irina Baskakowa       | ZSRR              | 50,48 |       |
| 7    | Dagmar Rübsam         | NRD               | 50,48 |       |
| 8    | Rosalyn Bryant        | Stany Zjednoczone | 50,66 |       |